# Noël Herpe
Pour les articles homonymes, voir Herpe.
Noël Herpe, né le 22 mars 1965 à Villeneuve-lès-Avignon, est un écrivain, cinéaste, critique et historien du cinéma français. Il est également comédien et performeur.

## Biographie
D'abord critique pour le Cahier Livres de Libération, Noël Herpe contribue également à des revues littéraires (La Nouvelle Revue française, L'Atelier du Roman, La Revue littéraire...). Entré au comité de rédaction des revues de cinéma Positif et Vertigo, il y publie divers articles, principalement consacrés au cinéma français. Certains de ces textes ont été repris en volume, sous le titre Journal d'un cinéphile.
En parallèle, il travaille auprès de Gilles Jacob dans le cadre de la sélection des films étrangers pour la compétition officielle du festival de Cannes.
Ancien élève de Sciences Po Paris, titulaire d'un DEA de lettres modernes et d'un doctorat d'études cinématographiques, il est nommé professeur de cinéma à l'université de Chicago, puis maître de conférences à l'université de Caen, avant d'être élu à l'université de Paris-VIII. Organisateur de colloques, auteur de plusieurs ouvrages (sur le cinéma d'Éric Rohmer, de René Clair, ou de Max Ophuls), il est co-commissaire de l'exposition « Sacha Guitry » présentée en 2007 à la Cinémathèque française, et commissaire de l'exposition « Henri-Georges Clouzot » présentée en 2017 dans la même institution. En 2019, il publie la chronique de ses voyages en France cinéphile, sous le titre Souvenirs/Écran.
Il intervient aussi à la radio, notamment sur France Culture, dans plusieurs émissions : Sacha Guitry comédien, Sacha Guitry.com (2007) ; Dans la peau d'un collant (2008) ; Le Celluloïd et le Marbre (2010). Cette dernière série d'entretiens avec Éric Rohmer est publiée aux éditions Léo Scheer. Par la suite, Noël Herpe est le conseiller éditorial d'une intégrale des films d'Éric Rohmer en DVD, ainsi que le coauteur, avec Antoine de Baecque, d'une biographie du cinéaste.
En 2009, avec le soutien de la mission cinéma de la Ville de Paris, il réalise son premier film, C'est l'homme. Le film est édité en 2013, avec le récit au jour le jour de son tournage et des avatars de sa diffusion (C'est l'homme/Journal d'un film interdit).

Noël Herpe dans son film La Tour de Nesle (2018).

En avril 2011, Noël Herpe publie dans la collection « L'Arbalète » (Gallimard) un choix d'écrits autobiographiques intitulé Journal en ruines. Deux ans plus tard, il publie chez le même éditeur Mes scènes primitives
L’univers de la scène (qu’il a fréquenté à ses débuts dans le cadre d’une compagnie théâtrale) lui inspire en 2017 un film à sketches, inspiré de trois pièces en un acte de Georges Courteline et André de Lorde : Fantasmes et Fantômes. Herpe s’y souvient notamment des expérimentations de Jean-Christophe Averty, à qui il a consacré en 2017 un livre d’entretiens : La réalité me casse les pieds. A Fantasmes et fantômes succédera l’adaptation du grand mélodrame romantique d’Alexandre Dumas : La Tour de Nesle, sortie en 2021, et dont il interprète le rôle principal auprès de Jezabel Carpi.

## Publications

### Ouvrages
- François Mauriac et les Grands Esprits de son temps (Bibliothèque historique de la ville de Paris, 1990).
- Le Cahier noir de François Mauriac (préface et notes, Desclée de Brouwer, 1994).
- Lectures de Julien Green (avec M-F. Canérot et M. Raclot, Université du Maine, 1994).
- Histoires de Rome (anthologie, Les Belles Lettres, 1997).
- René Clair (1895, AFRHC, 1998).
- René Clair ou le Cinéma à la lettre (avec Emmanuelle Toulet, AFRHC, 2000).
- Le Film dans le texte : l'œuvre écrite de René Clair (Jean-Michel Place, 2001).[12]
- Max Ophuls (1895, AFRHC, 2001).
- La Critique de cinéma comme exception française (avec Marc Cerisuelo, Cahiers parisiens de l'Université de Chicago, 2006).
- Rohmer et les Autres (Presses universitaires de Rennes, coll. Le Spectaculaire, 2007).
- Sacha Guitry, une vie d'artiste (avec Noëlle Giret, Gallimard, 2007).
- Journal d'un cinéphile (Aléas, 2009).
- Le Celluloïd et le marbre d'Éric Rohmer (suivi d'un entretien avec Noël Herpe et Philippe Fauvel, Léo Scheer, 2010).
- Pirouettes et Collants blancs : mémoires de Jules Léotard, le premier des trapézistes (préface et notes, Mercure de France, coll. Le Temps retrouvé, 2010).
- Journal en ruines (Gallimard, coll. L'Arbalète, 2011).
- Mes scènes primitives (Gallimard, coll. L'Arbalète, 2013).
- C'est l'homme : journal d'un film interdit (livre/DVD, Le Bord de l'Eau, 2013).
- Éric Rohmer (avec Antoine de Baecque, Stock, 2014).
- Objet rejeté par la mer (Gallimard, coll. L'Arbalète, 2016).
- Dissimulons ! (Plein Jour, coll. Les Invraisemblables, 2016).
- La réalité me casse les pieds (entretiens avec Jean-Christophe Averty, Plein Jour, 2017)
- Le Mystère Clouzot (Lienart, 2017)[13].
- Miquette et sa mère de Robert de Flers et Gaston Arman de Caillavet (préface, Presses Universitaires de Nanterre, 2017).
- Souvenirs/Ecran (Bartillat, 2019).
- Le Sel du présent d'Éric Rohmer (préface et notes, Capricci, 2020).
- Les Films me regardent (Hémisphères, 2021).
- Delair, Clouzot (Marest, 2022).
- Ma vie avec Bernard Pivot (Plein Jour, 2023).
- Travestissons-nous ! (Capricci, 2024).
- Je déménage (Le Nouvel Attila/Seuil, 2025).

### Articles récents
- Le drôle d’expressionnisme du cinéma français (in Le Cinéma expressionniste, PUR, 2008).
- Henri-Georges Clouzot (dossier dans Positif, Scope Editions, 2009).
- Nous n’avons plus rien à nous dire : René Clair auteur et amateur de chansons (Positif, Scope Editions, 2009).
- Pères et fils dans La Reine morte et Fils de personne de Henry de Montherlant (L’Atelier du Roman, Flammarion, 2009).
- Journal de Chicago (La Revue littéraire, Léo Scheer, 2009).
- Edwige Feuillère, espionne au service de la France (in Espion, résistant, terroriste : figures du cinéma, Université de Belfort, 2009).
- Sacha Guitry auteur, acteur, amateur (La Règle du jeu, Grasset, 2009).
- Gaby Morlay, ou le théâtre incarné (Positif, Scope Éditions, 2010).
- Roger Leenhardt : une critique non professionnelle (in Lire, voir entendre : la réception des objets médiatiques, Presses de la Sorbonne, 2010).
- Que reste-t-il de nos années trente ? (Positif, Scope Éditions, 2011).
- Sur les ruines de l’écrit, l’écran rohmérien (in Films et Plumes, Éditions du Lérot, 2011).
- J’aurais pu être (Rouge Déclic, 2012).
- Des Contes des quatre saisons à L’Anglaise et le Duc : la chute dans la parole (in Rohmer en perspectives, Presses de l’Université de Paris Ouest, 2013).
- Profils perdus de l’auteur chez René Clair (in L’Auteur de cinéma : histoire, généalogie, archéologie, AFRHC, 2013).
- L’Ombre des jambes (La Nouvelle Revue française, Gallimard, 2014).
- En revoyant Quand passent les cigognes (Transfuge, 2014).
- Claude Simon et Eric Rohmer : le carrefour et l’évidence (in Claude Simon : les vies de l’archive, Éditions universitaires de Dijon, 2014).
- La belle époque cinématographique de Georges Feydeau (1945-1955) (in Feydeau : la plume et les planches, Presses de la Sorbonne Nouvelle, 2014).
- Un paradis en désordre (Trafic, P. O. L., 2017).
- Maria Casarès et le cinéma : ombre et lumière (Revue d’histoire du théâtre, 2018).
- Antoine et Antoinette : une liberté surveillée (in L’Écran rouge : syndicalisme et cinéma, Éditions de l’Atelier, 2018).
- L’Acteur de cinéma muet en France : la parole en suspens (Positif, Actes Sud, 2018).
- Sacha Guitry, cinéaste malgré lui (Positif, novembre 2023).

## Filmographie

### Réalisateur
- C'est l'homme (moyen métrage, prod. Le Spectre, 2009).
- Fantasmes et Fantômes (long métrage, prod. Tamara, 2017, DVD paru chez Tamasa en 2019).
- La Tour de Nesle (long métrage, prod. Ciné Patrimoine Concept, 2020, DVD paru chez Tamasa en 2022)[14].

### Acteur
- Trente ans (long métrage, réal. Laurent Perrin, 2000).
- Cap nord (long métrage, réal. Sandrine Rinaldi, 2007).
- Noël Herpe by Gérard Courant - Cinématon #2193 (court métrage, réal. Gérard Courant, 2008).
- Mon mec en collants (courts métrages, réal. Gilles Tillet, 2010).
- Noël et sa mère (long métrage, réal. Arthur Dreyfus, 2020).

## Théâtre
- 1983 : Asmodée de François Mauriac, mise en scène de Noël Herpe, Salle des fêtes du lycée Louis-le-Grand, Institut français du Royaume-Uni à Londres
- 1984 : L’Eternel Mari de Dostoïevski, adaptation de Jacques Mauclair, mise en scène de Thierry Ippolito, Théâtre de la Celle-Saint-Cloud
- 1985 : Hommage à François Mauriac, mise en scène de Noël Herpe, Maison française d’Oxford
- 1987 : Sud de Julien Green, Mise en scène de Noël Herpe, Théâtre de l’Arc à Clichy
- 1989 : Peines d’amour perdues de William Shakespeare, mise en scène de Claude Martinez, Amphithéâtre Richelieu de la Sorbonne

- 1990 : La Reine morte d'après Henry de Montherlant, mise en scène Noël Herpe, Théâtre de la Cité Internationale[15]
- 1991 : Les Sincères de Marivaux, mise en scène de Juliette Chemillier, Centre Wallonie-Bruxelles
- 1991 : Le Professionnel d’Hervé Blutsch, mise en scène d’Hervé Blutsch, Grand Amphithéâtre de la Faculté des lettres
- 1992 : La Mouette d’Anton Tchekhov, mise en scène de Sissia Buggy, Espace Marais
- 1993 : La Dame aux jambes d’azur et On demande des culottières d’Eugène Labiche, mise en scène de Christophe Nivelle, Théâtre de la Mainate
- 2010 : L'Homme objet de Noël Herpe et Charles Comman, mise en scène Charles Comman, Le Bouffon Théâtre[16]
- 2016 : Dissimulons ! de Noël Herpe, lecture avec Clément Bénech, Thomas Clerc, François-Henri Désérable, Arthur Dreyfus et Blandine Rinkel, conception Noël Herpe, Maison de la Poésie[17]
- 2016 : Difficile d’être un dieu d’Alexeï Guerman, mise en scène de Claire Mercier et Eugénie Zvonkine, Amphi 4 de l’Université Paris 8[18]

- 2023 : Ma vie avec Bernard Pivot  de Noël Herpe, lecture avec Zakary Bairi et François Régis, conception Noël Herpe, Maison de la Poésie[19]

### Radio
- Le réveil culturel, entretien avec Tewfik Hakem sur France Culture